# Triangle d'Érié

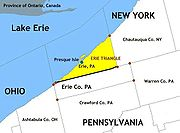
La ligne noire indique la frontière méridionale du Triangle d'Érié dans le comté d'Érié.

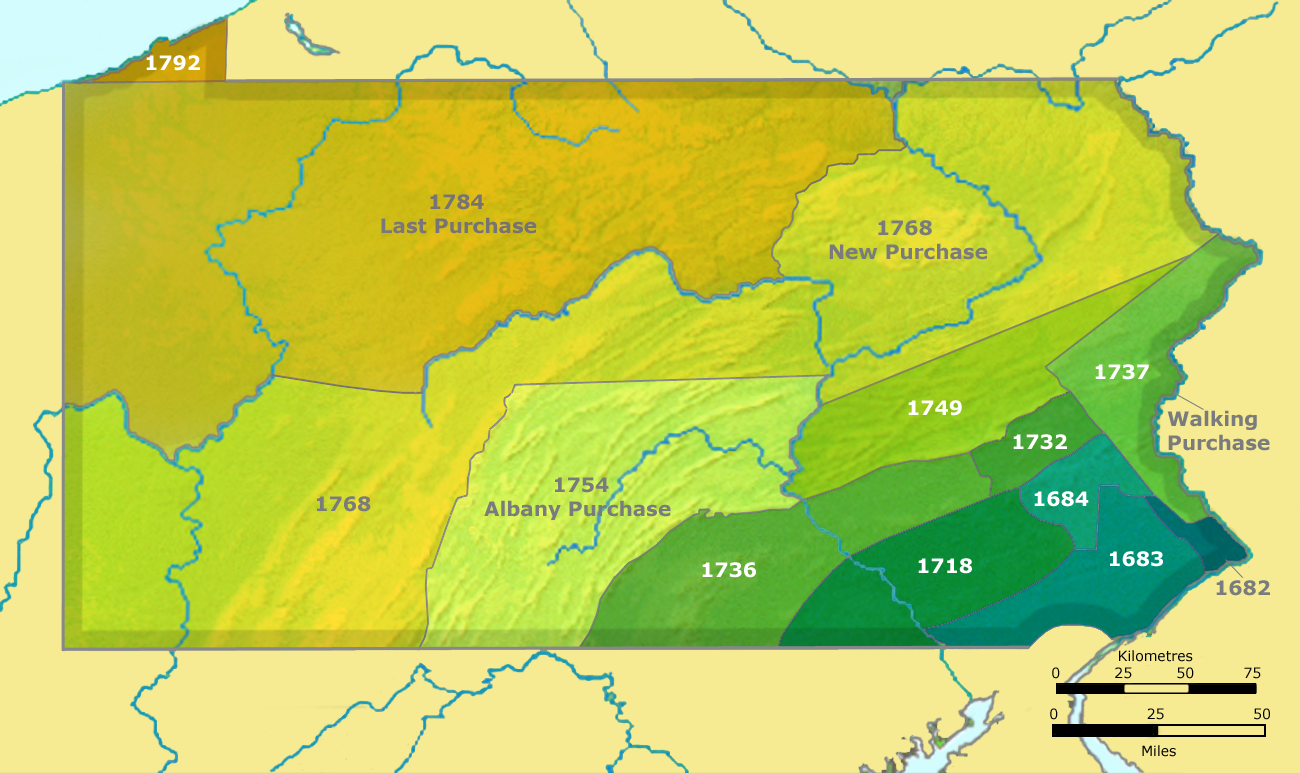
Achats de terres autochtones en Pennsylvanie.

Le Triangle d'Érié est une région américaine qui est le sujet de plusieurs revendications concurrentes durant la période coloniale et qui est par la suite acquise par le gouvernement fédéral des États-Unis et vendue à la Pennsylvanie de sorte que l'État de Pennsylvanie ait accès à un port d'eau douce sur le lac Érié. Le Triangle d'Érié compose une grande partie de l'actuel comté d'Érié. 
La majeure partie de la Pennsylvanie du nord-ouest était sous la commande américaine suivant le traité de paix de 1784 de Fort Stanwix entre les Iroquois et les Américains, puisque les Indiens avaient été ignorés dans le traité de Paris de 1783. En 1785, un conflit de frontière éclate entre l'État de New York et la Pennsylvanie. Après un effort d'examen par Andrew Ellicott représentant les Pennsylvaniens et James Clinton et Simeon DeWitt représentant les New-Yorkais, le bord occidental de New York est placé à 32 kilomètres à l'est de la Presque Isle de Pennsylvanie, une petite péninsule outre de la côte d'Érié. Cependant, cela laisse un secteur non-revendiqué, qui sera connu comme le Triangle Lands. 
Le problème est que le Triangle Lands ne tombe ni sous la charte de New York ni sous celle de Pennsylvanie, alors que le Connecticut et le Massachusetts réclament également ces terres, en faisant valoir leurs droits d'accès à la mer de l'époque coloniale. 
De ces quatre demandeurs en concurrence (Pennsylvanie, New York, Connecticut, et Massachusetts), seule la Pennsylvanie était sans littoral. Après une certaine pression du nouveau gouvernement fédéral, chacun des quatre États renonce à ses réclamations, puis, en 1792, le gouvernement fédéral vend les 202 187 acres (818,22 kilomètres²) de terre à la Pennsylvanie pour 151 640,25 $ (75 ¢/acre). Les Iroquois cèdent la terre à la Pennsylvanie en janvier 1789 pour un paiement de 2 000 $ de la Pennsylvanie et de 1 200 $ du gouvernement fédéral. Les Tsonnontouans arrangent des réclamations séparées de terre à la Pennsylvanie en février 1791 pour la somme de 800 $. Ce qui fut accompli sans approbation du gouvernement fédéral et en violation de la loi fédérale qui s'était réservée le droit de faire des traités au nom du gouvernement des États-Unis. Avec cet accès vers les Grands Lacs, la Pennsylvanie peut être persuadée d'accepter une frontière occidentale considérablement plus à l'est  qu'elle ne l'aurait autrement souhaité, sans doute aussi lointaine vers l'ouest que Cleveland dans l'Ohio.